# 1. NL 2022/23
Die 1. NL 2022/23 war die 32. Spielzeit der zweiten kroatischen Fußballliga und ab dieser Saison unter dem Namen Prva liga. Die Saison begann am 13. August 2022 und endete am 3. Juni 2023.

## Modus
Die Liga wurde auf 12 Vereine reduziert. Zudem waren Reserveteams von Erstligamannschaften nicht mehr in der 1. HNL zugelassen. Die Mannschaften spielten jeweils zweimal gegeneinander. Der Letzte stieg direkt ab, der Vorletzte musste in die Relegation.

## Vereine
| Verein                  | Stadt       | Stadion                   | Kapazität |
| ----------------------- | ----------- | ------------------------- | --------- |
| Cibalia Vinkovci        | Vinkovci    | Stadion Cibalia           | 9.958     |
| NK Hrvatski dragovoljac | Zagreb      | Stadion Kranjčevićeva     | 8.850     |
| NK Rudeš                | Zagreb      | Stadion Kranjčevićeva     | 8.850     |
| HNK Orijent 1919 Rijeka | Rijeka      | Stadion Krimeja           | 5.300     |
| NK Dugopolje            | Dugopolje   | Stadion Hrvatski vitezovi | 5.200     |
| NK Solin                | Solin       | Pokraj Jadra              | 4.000     |
| NK Kustošija Zagreb     | Zagreb      | Stadion NK Kustošija      | 2.550     |
| HNK Vukovar 1991        | Vukovar     | Gradski Stadion Vukovar   | 2.500     |
| NK Dubrava Zagreb       | Zagreb      | ŠRC Grana-Klaka           | 2.000     |
| NK Croatia Zmijavci     | Zmijavci    | ŠRC Marijan Šuto          | 1.300     |
| NK BSK Bijelo Brdo      | Bijelo Brdo | Stadion BSK               | 1.000     |
| NK Jarun Zagreb         | Zagreb      | Stadion NK Jarun          | 1.000     |

## Abschlusstabelle
| Pl. | Verein                      | Sp. | S  | U  | N  | Tore    | Diff. | Punkte |
| --- | --------------------------- | --- | -- | -- | -- | ------- | ----- | ------ |
| 1.  | NK Rudeš                    | 33  | 19 | 7  | 7  | 056:260 | +30   | 64     |
| 2.  | HNK Vukovar 1991 (N)        | 33  | 17 | 12 | 4  | 057:250 | +32   | 63     |
| 3.  | Cibalia Vinkovci            | 33  | 13 | 15 | 5  | 037:260 | +11   | 54     |
| 4.  | NK BSK Bijelo Brdo          | 33  | 12 | 8  | 13 | 041:370 | +4    | 44     |
| 5.  | NK Jarun Zagreb             | 33  | 13 | 5  | 15 | 043:570 | −14   | 44     |
| 6.  | HNK Orijent 1919 Rijeka     | 33  | 10 | 13 | 10 | 045:450 | ±0    | 43     |
| 7.  | NK Croatia Zmijavci         | 33  | 12 | 7  | 14 | 037:440 | −7    | 43     |
| 8.  | NK Solin                    | 33  | 12 | 7  | 14 | 047:550 | −8    | 43     |
| 9.  | NK Dubrava Zagreb           | 33  | 11 | 9  | 13 | 038:390 | −1    | 42     |
| 10. | NK Dugopolje                | 33  | 9  | 14 | 10 | 030:350 | −5    | 41     |
| 11. | NK Kustošija Zagreb         | 33  | 9  | 7  | 17 | 035:500 | −15   | 34     |
| 12. | NK Hrvatski dragovoljac (A) | 33  | 4  | 10 | 19 | 032:590 | −27   | 22     |

| (A) | Absteiger aus der 1. HNL 2021/22  |
| (N) | Aufsteiger aus der 3. HNL 2021/22 |

## Relegation
Der Elfte der 1. HNL bestritt im Anschluss an die reguläre Saison am 10. und 17. Juni 2023 zwei Relegationsspiele gegen den Zweitplatzierten der 2. HNL.
|                     | Gesamt    |                     | Hinspiel | Rückspiel |
| ------------------- | --------- | ------------------- | -------- | --------- |
| NK Kustošija Zagreb | (a)2:2(a) | NK Zrinski Jurjevac | 2:1      | 0:1       |

## Torschützenliste
| Pl. | Name                 | Mannschaft        | Tore |
| --- | -------------------- | ----------------- | ---- |
| 1.  | Ivor Ljubanović      | NK Dubrava Zagreb | 14   |
| 2.  | Raul Florucz         | NK Jarun Zagreb   | 12   |
| 3.  | Tomislav Gudelj      | NK Rudeš          | 11   |
| 3.  | Zinedin Mustedanagić | HNK Vukovar 1991  | 11   |
| 3.  | Vanja Pelko          | HNK Vukovar 1991  | 11   |